# 人马座ξ
人马座ξ这个名字被位于人马座两颗相隔0.46°的恒星分享——人马座ξ¹和人马座ξ²。由于人马座ξ¹和人马座ξ²的位置接近黄道，故经常被月球所遮掩。此外，太阳系的行星如水星与金星等也可能遮掩它，但这现象非常罕见。上次被行星遮掩是在1810年12月22日，人马座ξ²被金星遮掩。

## 人马座ξ¹
人马座ξ¹，佛兰斯蒂德命名法为人马座36，中文名建增二，是一颗B9.5型超巨星。它的视星等为+5.08，距离地球至少2300光年。

## 人马座ξ²
人马座ξ²，中文星官名建一 ，佛兰斯蒂德命名法为人马座37，是一颗G8或K0型巨星。它的视星等为+3.52，距离地球372光年。